# بونيتا سبرنغز
بونيتا سبرنغز (بالإنجليزية: Bonita Springs)‏ هي مدينة أمريكية تقع في ولاية فلوريدا. تبلغ مساحة هذه المدينة 106.2 (كم²)،ويبلغ عدد سكانها 43914 نسمة حسب إحصاء سنة 2010 م 43914.تشير إحصاءات سنة 2000م بأن الكثافة السكانية في هذه المدينة تقدر بـ(358.8) نسمة/كم2 

## توأمة
لبونيتا سبرنغز اتفاقيات توأمة مع:
- غرونشتات